# Єлець — Курськ — Київ
Єлець – Курськ – Київ - газопровід для транспортування газу з хабу на Росії до м. Києва. 
У 1982 році газотранспортний хаб у Єльці (Липецька область Росії) з`єднали із системою «Середня Азія – Центр» за допомогою І нитки трубопроводу із Петровська (Саратовська область). Отриманий цим шляхом ресурс повинен був транспортуватись далі до столиці України, для чого у тому ж році ввели в дію газопровід Єлець – Курськ – Київ. 
Для газопроводу обрали такий саме діаметр як і на ділянці «Петровське-Єлець» - 1220 мм, робочий тиск 5,5 Мпа, загальна довжина склала 434 км.
Введення в дію компресорних станцій, що мають забезпечувати роботу трубопроводу, розтягнулось на певний період, проте в підсумку були споруджені наступні об`єкти:
- КС Єлець, цех №1, обладнана шістьма установками ГТ-6-750;[3]
- КС Курськ, цех №1, обладнана шістьма установками ГТН-6;
- КС Черемисіново, цех № 1 (введена в експлуатацію у 1983р.), обладнана шістьма установками ГТ-6-750;[4]
- КС Суми, цех «Ромни-1» (введена в експлуатацію у 1985р.), обладнана шістьма установками ГТН-6;
- КС Гребінківська (введена в експлуатацію у 1995р.), обладнана шістьма установками ГТН-6;
- КС Глушківська (введена в експлуатацію у 1987р.), обладнана шістьма установками ГТН-6.[5]